# 고양 KB국민은행 축구단
고양 KB국민은행 FC(Goyang KB Kookmin Bank Football Club)는 대한민국 경기도 고양시에 있었던 축구 선수단이다. 국민은행이 운영했던 남자 세미프로 축구단이며, 2000년에 창단되었고 2012년에 해단되었다. 이 팀의 모체가 된 국민은행 축구단은 1969년에 대한민국의 아홉 번째 금융 구단으로 창단하였으며, 1983년 프로 리그에 참가하여 두 시즌 동안 프로 리그에서 뛰었다. 이 기간을 제외한 대부분의 시절은 실업 리그에서 보냈으며, 2003년 실업 리그가 내셔널리그로 재출범한 이후 2003, 2004, 2006 시즌 우승을 차지하며 전성기를 보냈다.
1997년 IMF 구제금융사건을 이유로 해체된 적이 있다가 2000년 국민은행노동조합에 의해 재창단되었다. 2012 시즌을 끝으로 공식적으로 해체되었고, 구단 버스 등 구단 자산 일부가 FC 안양으로 인수되었으며, 이우형 감독과 이영민 수석코치 등 일부 코치진은 FC 안양과 계약하고, 선수단 중 절반 가량은 드래프트로 FC 안양에 입단하였다.
실업 구단의 특성상 2003년까지 특별한 연고지가 없었다가 내셔널리그 정책에 따라 김포시로 연고지를 정하였으나 반년 만에 고양시로 옮긴 이후, 41,311명을 수용할 수 있는 고양종합운동장을 홈구장으로 사용하였다. 팀 컬러는 모기업인 국민은행의 상징인 노란색과 회색이었다.

## 역사
고양 KB국민은행 FC의 전신인 국민은행 축구단은 1969년 9월에 창단되었다. 1983 시즌과 1984 시즌 총 2시즌 간 K리그에 참가하기도 하였으며 그 후 실업축구에서 활약하다 1997년 12월 IMF 구제금융사건을 이유로 해체되었다. 그러나 국민은행 직원들의 노력으로 3년 후인 2000년에 재창단되어실업 축구에 참여하였으며 2000년 5월 23일 정식으로 재창단식을 거행하였다.
이 후, K2리그(현 내셔널리그)가 출범한 2003년부터 김포시를 연고지로 하여 김포 국민은행으로 리그에 참가하였지만 전기 리그가 끝나고 7월 25일 고양시와 연고지 협약을 하고 고양 국민은행으로 리그에 참가하였다.
2006년부터 고양 KB국민은행 축구단으로 개칭하였으며 그 해 내셔널리그에서 우승하여 K리그에 승격할 수 있는 자격을 얻었으나 은행법 등을 이유로 승격을 거부했다. 이에 한국실업축구연맹은 국민은행에 대해 책임 있는 관계자의 사과와 벌금 10억원, 승강제 이행 각서 제출, 전·후기 리그 10점씩 승점 20점 감점의 징계를 내렸다. 하지만 국민은행은 오히려 연맹에게 내셔널리그의 성격에 대한 답변을 달라며 시간을 끌며 여의치 않을 경우 팀을 해체하겠다는 입장을 보이는 등 초강수를 두었다. 결국 연맹은 3월 15일 국민은행에게 승점 20점 감점의 징계만을 내리고 상황은 끝났다.
이후 고양 KB국민은행은 모기업인 국민은행을 통해서 고양시에서의 다양한 사회복지 사업을 통해 연고 지역과의 밀착도를 높이기 위한 노력을 하였고 경기장에서 다양한 이벤트 행사를 함으로써 고양시민들에게 다가가기 위한 노력을 하였다. 그 결과 고양 국민은행이 경기를 하는 고양종합운동장은 가족단위의 관중들이 다시 증가하시 시작하였다.
그러나 모기업인 국민은행은 축구단 운영에 회의적인 모습을 보였고 2012년 해체하며 FC 안양이 선수단 절반 가량을 드래프트로 영입하고 FC 안양에 3년간 지원하기로 하면서 구단의 역사는 막을 내렸다.

## 우승 기록

### 국내 대회

#### 리그
- 내셔널 리그

● 우승 (3): 2003, 2004, 2006
● 준우승 (2): 2011, 2012

#### 컵
- 내셔널 축구선수권대회

● 우승 (1): 2009
● 준우승 (1): 2007
- 전국축구선수권대회

● 우승 (1): 1978
- 대통령배 전국축구대회

● 우승 (6): 1973, 1983, 1986, 1990, 1995, 2003
● 준우승 (4): 1982, 1987, 1991, 2005

## 같이 보기
- 국민은행 축구단